# Diabolik - Ginko all'attacco!
Diabolik - Ginko all'attacco! és una pel·lícula italiana del 2022 dirigida pels Manetti Bros. La pel·lícula, protagonitzada per Giacomo Gianniotti, és la seqüela Diabolik de 2021, així com adaptació cinematogràfica del número setze  del còmic del mateix nom creat per Angela e Luciana Giussani Ginko all'attacco.

## Argument
Diabolik roba la preciosa corona d'Armen. Uns mesos més tard, les joies restants de la col·lecció les llueixen els ballarins del Balletto Smeraldo per a un espectacle exclusiu, però Diabolik també aconsegueix robar-les segrestant les noies. En realitat, aquest va ser un pla de l'inspector Ginko, que va fer que les joies radioactives les submergiren en una pintura especial; Gràcies a un comptador Geiger, l'inspector aconsegueix localitzar l'amagatall del Rei del Terror. Sorpresos pel seu enemic, Diabolik i Eva Kant es veuen obligats a fugir, deixant enrere tot el botí de les seves incursions. Durant la carrera, l'Eva es lesiona i Diabolik l'abandona al seu destí: el lladre aconsegueix escapar submergint-se en un riu.
Al refugi, Ginko troba els plans que el porten a localitzar la base d'operacions de Diabolik, on organitza els seus robatoris i prepara les seves famoses màscares; Per tant, comença a organitzar un pla per capturar el lladre, descuidant així la dona que estima, la duquessa Althaea de Vallenberg. La noble ha vingut a Clerville per assistir a un gran ball, durant el qual portarà el famós Collar del Grifó Negre: Ginko s'havia promès ser el seu guardaespatlles, aprofitant l'oportunitat d'estar amb ella (els dos no poden fer pública la seva relació per la seva disparitat de classe social); l'inspector, però, prefereix concentrar-se a capturar Diabolik. Diabolik intenta un primer assalt al centre d'operacions, que és frustrat pels homes de Ginko: durant l'atac, l'agent Roller és noquejat pel criminal, que aconsegueix recuperar la maquinària per fer les màscares abans que la policia entri.
De manera inesperada, Ginko rep una trucada telefònica d'Eva Kant, que vol venjar-se per haver estat abandonada pel seu estimat i li promet a Ginko que revelarà els seus plans per recuperar la possessió del botí perdut durant el transport fora de l'amagatall. Fins i tot l'intent de capturar a la dona s'enfuma a causa del comportament de Roller, que a més de noquejar li treu el braçalet radioactiu de l'Eva, cosa que fa impossible localitzar-la. Aleshores, l'agent és degradat i enviat a catalogar els béns robats a l'amagatall de Diabolik juntament amb l'agent privada Elena Vanel.
Ginko decideix creure les paraules d'Eva Kant, però tot i així organitza un fals transport del botí per si les seves instruccions són un parany: per enganyar a Diabolik, un tanc buit sortirà de l'amagatall, mentre que els objectes robats seran col·locats en una furgoneta anònima. Roller s'ofereix per dur a terme el transport real, amb ganes de redimir-se després dels dos fiascos. Elena Vanel, enamorada d'ell, s'amaga a la furgoneta per no deixar-lo sol en la missió.
El transport té lloc, però Ginko i els seus homes aviat cauen en un parany; mentrestant la furgoneta conduïda per Roller desapareix en l'aire. L'agent era, de fet, Diabolik, que el va substituir durant l'assalt al centre d'operacions: el criminal també es retroba amb l'Eva. Tot l'assumpte no era més que un pla orquestrat per tots dos per escapar de Ginko i, posteriorment, recuperar el botí: els dos només havien pretès separar-se durant la fugida, llavors Diabolik havia ocupat el lloc de Roller a l'atac al centre d'operacions; L'Eva havia pretès trair Diabolik que, sota l'aparença de Roller, l'havia ajudat a escapar i a desfer-se del braçalet radioactiu. En fer-ho, Diabolik havia pogut evitar la trampa de Ginko; mentrestant, l'Eva, amb disfressa de maquilladora, va robar el collaret del Grifo Negre d'Altea. Els dos estan però sorpresos per Elena Vanel, que fereix Diabolik disparant-li; L'Eva la distreu, Diabolik es recupera i aconsegueix neutralitzar-la i els dos escapen tranquils.
Ginko entén que la baralla amb Diabolik no s'acabarà mai i que hauria d'haver pensat a protegir Altea; la duquessa, ferida pel que va passar, el saluda abans de tornar a Beglait, donant a entendre que l'ha perdonat. Eva i Diabolik, després d'haver fet el seu sensacional cop, gaudeixen d'unes vacances.

## Repartiment
- Giacomo Gianniotti com a Diabolik
- Miriam Leone com a Eva Kant
- Valerio Mastandrea com a inspector Ginko
- Monica Bellucci com Altea di Vallenberg
- Alessio Lapice com a Roller
- Linda Caridi com a Elena Vanel
- Pier Giorgio Bellocchio com el sergent Palmer
- Ester Pantano com el sergent Burrov
- Andrea Roncato com a Barbo
- Amanda Campana com a maquilladora
- Urbano Barberini com a ministre Duncan
- Bernardo Casertano com el sergent Alton
- Giacomo Giorgio com a oficial Zeman
- Simone Leonardi com a oficial a Armen's
- Pierangelo Menci com Poldo
- Marco Bonadei com a oficial Urbà
- G-Max com a cap de guàrdia del museu
- Gustavo Frigerio com a Osvaldo el majordom
- Diodato com a cantant a Armen's

## Producció
L'abril de 2021, 01 Distribution va anunciar la producció de dues seqüeles de Diabolik. El 4 de juliol de 2022, es va anunciar el títol de la pel·lícula Diabolik - Ginko all'attacco!.

### Càsting
A l'abril de 2022, es va anunciar que Luca Marinelli ja no interpretaria a Diabolik, i que en el seu lloc estaria Giacomo Gianniotti. Al juliol de 2022, Monica Bellucci es va unir al grup d'actors en el paper d'|Altea di Vallenberg.

### Rodatge
El rodatge de la pel·lícula, que va tenir lloc al mateix temps que el de Diabolik - Chi sei?, va començar a l'octubre de 2021 i va acabar el març de 2022. La pel·lícula es va rodar entre Bolonya, Milà, Roma i Trieste, transformada en la ciutat imaginària de Ghenf, així com en altres ubicacions de Friül - Venècia Júlia.

## Banda sonora
A més de la banda sonora composta per Pivio i Aldo de Scalzi, que s’inspira en la música composta per Goblin per a les pel·lícules de Dario Argento, la pel·lícula té en compte els crèdits d’obertura de la participació de Diodato que va escriure el tema principal ”se mi vuoi“ específicament per a la pel·lícula que recorda James Bond.

## Promoció
El pòster de la pel·lícula es va estrenar el 4 de juliol de 2022, mentre que el tràiler teaser es va llançar en línia el 5 d'agost de 2022. El tràiler de la pel·lícula es va estrenar el 25 d'octubre.

## Distribució
La pel·lícula es va estrenar als cinemes italians el 17 de novembre de 2022.

## Recepció
Amb un cost d'uns 15 milions d'euros,van resultar ser un fracàs, ja que a Itàlia la pel·lícula va recaptar 1.200.000 |euros, d'ells 565.092 euros el primer cap de setmana.